# Puerto del Rosario
Puerto del Rosario település Spanyolországban, Las Palmas tartományban. Puerto del Rosario La Oliva, Antigua és Betancuria községekkel határos. Lakosainak száma 44 638 fő (2024). 1860 óta Fuerteventura szigetének fővárosa. Eredetileg a kalóztámadások veszélye miatt a sziget belső részén fekvő Betancuria, a Kanári-szigetek legrégebben alapított európai települése volt a sziget fővárosa.

## Népesség
A település népessége az elmúlt években az alábbi módon változott:
| Lakosok száma | 23 068 | 28 357 | 31 808 | 35 667 | 36 285 | 36 790 | 38 711 | 40 753 | 42 024 | 44 638 |
|               | 2001   | 2004   | 2007   | 2009   | 2012   | 2014   | 2017   | 2019   | 2022   | 2024   |

## Forrás
- ↑ Alzola: José Miguel Alzola: A Brief History of the Canary Islands. Ford: Ann Ruddock (spanyolról angolra). Las Palmas: El Museo Canario. 1989.  ISBN 84-600-0898-3